# To beautify your City
|  | Denne artikel er oprettet af botten PalnaBot ud fra en ekstern database. Den kan derfor have sproglige fejl eller mangler. Denne skabelon kan fjernes efter kontrol af indholdet. |

To beautify your City er en film instrueret af Bruce Masney.

## Handling
Polariseringseksperiment. Interview med Vibeke Bengtsson. Silketrykkets princip overført til film.